# Amphianthus caribaea
Amphianthus caribaea is een zeeanemonensoort uit de familie Hormathiidae.
Amphianthus caribaea is voor het eerst wetenschappelijk beschreven door Verrill in 1899.